# ینگی‌بازار (ولایت بخارا)
ینگی‌بازار (به ازبکی: Yangibozor) یک منطقهٔ مسکونی در ازبکستان است که در شهرستان پیشکوی واقع شده‌است. ینگی‌بازار ۴٬۴۲۶ نفر جمعیت دارد.